# Zou Zheng
Zou Zheng (鄒正T, 邹正S, Zōu ZhèngP; Qingdao, 7 febbraio 1988) è un ex calciatore cinese, di ruolo difensore.

## Palmarès

### Club

#### Competizioni nazionali
- Campionato cinese: 5

Guangzhou Evergrande: 2014, 2015, 2016, 2017, 2019
- Coppa della Cina: 1

Guangzhou Evergrande: 2016
- Supercoppa di Cina: 2

Guangzhou Evergrande: 2016, 2017

#### Competizioni internazionali
- AFC Champions League: 1

Guangzhou Evergrande: 2015